# Abba Eban
Abba Solomon Meir Eban; nascido Aubrey Solomon Meir Eban; 2 de fevereiro de 1915 – 17 de novembro de 2002) foi um sul-africano- diplomata e político israelense nascido e estudioso das línguas árabe e hebraica.
Durante sua carreira, atuou como Ministro das Relações Exteriores, Ministro da Educação e Vice-Primeiro Ministro de Israel. Ele foi o segundo embaixador nos Estados Unidos e o primeiro Representante Permanente de Israel nas Nações Unidas. Ele também foi vice-presidente da Assembleia Geral das Nações Unidas e presidente do Instituto Weizmann de Ciência.
Eban nasceu na Cidade do Cabo, África do Sul, em 2 de fevereiro de 1915, filho de pais judeus lituanos; sua mãe, Alida Sacks, era tia de Oliver Sacks, enquanto seu pai, Avram Solomon, morreu quando Eban ainda era criança. A mãe de Eban mudou-se para o Reino Unido ainda jovem. Quando criança, ele se lembra de ter sido enviado à casa de seu avô todo fim de semana para estudar a língua hebraica, o Talmud e a literatura bíblica. Ele morou por um período em Belfast.